# 協調の原理
協調の原理（きょうちょうのげんり、英: cooperative principle）とは、社会科学、特に言語学の分野において人々が一般的な状況において会話をする際に目的・会話の方向を考慮に入れて会話を行っているという理論である。

## 解説
この理論はイギリスの哲学者・言語学者であるポール・グライスが主張した。グライスは自身の書籍の中で「Make your contribution such as is required, at the stage at which it occurs, by the accepted purpose or direction of the talk exchange in which you are engaged」と書いている。
協調の原理は量・質・関係・様式の4つの会話の格率というものに分かれる。これら4つの格率はコミュニケーションを行う中で通常に人が意識している具体的な原理であるとしている。原文では命令形で記されているが、人々が通常の会話の中でどのように行動するのかを説明する内容となっている。
レスレイ・ジョフリースとダニエル・マッキンタイヤーは2010年にグライスの格率について「encapsulating the assumptions that we prototypically hold when we engage in conversation」と説明している。
表面的にこれらの原理が守られていないような会話であっても、これらの本質的にこれらの原理が含まれていることが多い。このようなもののことを含意という。

## グライスの格率
協調の原理という概念はグライスの語用論の中で示された。1975年に出版された『Logic and Conversation』や1989年に出版された『Studies in the Way of Words』においてグライスは4つの格率を示し、さらにそのしたには具体的格率もしくは下位の格率が存在している。
これらは会話をする中で協調の原理にしたがう人々に見られる合理的原則のことを表している。
グライスの格率を適用することで、会話とそこから理解されることの関連性を説明することができる。

### 量の格率（長さと深さ）
量の格率は話の内容がいかに有益なものであるのかということである。話し手は求められているだけの情報を提供しなければならない。
グライスは著書の中で、この格率の具体的な比喩として「If you are assisting me to mend a car, I expect your contribution to be neither more nor less than is required. If, for example, at a particular stage I need four screws, I expect you to hand me four, rather than two or six.」と書いている。

#### 下位の格率
1. 行っている会話の目的のために話す内容は有益なものでなければならない
2. 話す内容は必要以上に有益であってはならない

### 質の格率（真実性）
質の格率は話の内容がいかに話し手にとって正しいと思われるものであるかということである。
グライスは著書の中で、この格率の具体的な比喩として「I expect your contributions to be genuine and not spurious. If I need sugar as an ingredient in the cake you are assisting me to make, I do not expect you to hand me salt; if I need a spoon, I do not expect a trick spoon made of rubber.」と書いている。

#### 具体的な格率
1. 話す内容は真実でなければならない。

#### 下位の格率
1. 自分自身で間違っていると思う内容を話さない。
2. 根拠が不十分な内容を話さない[10]。

### 関連性の格率
関連性の格率は提供する情報がその時点での会話に関連するものであるかどうかということである。話し手は関連性を確認し、また関連性のない情報を省略する必要がある。
グライスは著書の中にこの格率の類推として「I expect a partner’s contribution to be appropriate to the immediate needs at each stage of the transaction. If I am mixing ingredients for a cake, I do not expect to be handed a good book, or even an oven cloth (though this might be an appropriate contribution at a later stage).」と書いている。

### 様式の格率（明快さ）
様式の格率とは提供する情報がいかに明確に話されているのかということである。この格率が他の格率と異なる点として、他3つの格率が「何を言うか」に関わるものであったのに対して、様式の格率は「何をどのように言うか」に関わるものである。

#### 具体的な格率
1. 話す内容はより分かりやすく明瞭なものにする。

#### 下位の格率[9]
1. 表現を曖昧にせず、理解しやすいものにする。
2. 複数の意味でとれるような表現を避ける。
3. 必要以上に話を長くしない。
4. 適切な順序で話を展開し、聞き手が内容を整理しやすいようにする。

## 実際の会話における具体例と例外

### 格率の具体例
会話の聞き手がこれらの格率を踏まえて話し手の会話の内容を聞くことで、話し手の内容以上に話し手が伝えたい内容をくみ取ることができるようになる。例として次のようなやり取りがあげられる。
A：（通りかかった人に対して）「車のガソリンが切れてしまったのですが」
B：「角を曲がったところにガソリンスタンドがあります」
このとき、Aに対するBの回答はガソリンスタンドが開いている場合にのみAに関連する。つまり、話者が格率に従ったと仮定すると、Bの回答にはガソリンスタンドは開いているという意味合いが含まれていると分かる。

### 原理の無視と違反
グライスは実際の会話においてすべての人が常に格率に従うと想定していない。グライスは従わなかった場合を無視（flouted）と違反（violated）の二つに分けて研究した。無視は聞き手が話の内容を理解するのが当然であるとしている状況、違反は聞き手が含意に当然気づかないであろうとする状況のことを指す。無視は状況的には話し手が協調の原理に従っていることを意味し、厳密には格率に従っている。しかし、実際としては格率に従っている内容を言っていないために格率に従っていないとしている。
例えば、「テニスの試合に興味はありますか」という質問に対して、「雨が降っています」と答えることは一見すると関係性の格率を無視しているだけである。しかし、この発話の背景となる理由は通常対話者は認知している。

#### 無視（flouted）
実際の会話において、格率を無視することによって文字とおりの意味と異なる意味を伝えることは可能である。しばしば会話において、話し手は語用論的に消極的な効果を生じさせるために格率を無視することがあるからだ。これのことを嫌味や皮肉という。ある人が質の格率について無視をする例として、ちょうど転んでしまったドジな友人に対して「君の優美さが印象的だった」と言った場合がある。この場合、ドジな友人に対して優美であると評価したのではなく、実際は逆の意味合いとしてこのセリフを言っている。これと同じように量の格率を無視した場合は結果的に誇張表現（understatement）となり、関連性の格率を無視した場合は賞賛による非難となり、様式の格率を無視した場合は両義性を持った皮肉になる。これらの格率の無視はコメディアンや作家が意図的に真実を隠すなどの物語の効果として使われることが多い。
意図的に格率を無視した発言をする人は、その裏にある含意を聞き手に理解させようとしている。先ほどの例でいえばドジな友人のことを話し手が本当に褒めているわけではない可能性が高い。そのため、協調の原理は守られていると考えられる。つまり、グライスの協調の原理はそれに従った時も無視した時も効力を発揮する。

#### 違反（violating）
格率の違反は発話者が質の格率について明らかに嘘をついているか、他三つの格率について意図的に誤解を招くような言い方をしているかのいずれかのことを指す。たとえば、上記のガソリンスタンドの例において、実際には角を曲がったところにガソリンスタンドがなかった場合などである。このときBは質の格率について違反している。そのほか関連性の格率について違反している場合の例として次のようなものがあげられる。話者は料理をしようとしている人に対して十分な時間オーブンを予熱で温めておかないといけないと忠告をするが、話者は実はこの料理が何かをオーブンで焼いて作ることはないと知っている場合などである。他に量の格率に違反する行為の例としてはガソリンスタンドの話において、Bが実際はガソリンスタンドが廃墟になっておりもう営業をしていないことを知っているのにそのことを伝えなかったり、中途半端な部分だけを語ったりすることがあげられる。

## 原理に対する批判
グライスの考えは多くの社会的原理と同様に協調的な会話は文化的に決定されるため、文化的な違いからグライスの格率や協調の原理が必ずしも適用されるとは限らないと批判を受けることがある。著名な例としてはマダガスカルの人々は会話の協調性を得るために、全く逆の協調の原理に従っているとされている。彼らの文化圏では話者は情報を共有することに対して消極的であり、直接の質問を避けたり、不完全な答えを返したりすることがある。これは情報の真実性を約束することで面目を失うリスクがあることと、情報を持っていることが名声の一形態であることが理由であるとされている。ただ、この批判に対してそもそもマダガスカルの人々は情報の所有者の権力を高く評価するために、そこで行われる会話が協力的ではないとして、グライスの格率の前提条件である協力的な会話に当てはまっていないと反論する考えもある。
その他の批判としてはグライスの格率が道徳的で礼儀正しい話者になるためのガイドラインであると誤解させるような表現である点について問題視することもある。実際にはグライスの原理は協調的なコミュニケーションを成功させるための一般的に受け入れられている特徴を説明したものに過ぎない。
なお、ジェフリー・リーチはこれらグライスの原理とポライトネスの原理を使って語用論の発展に寄与した。また、専門家の間ではグライスの枠組みでは説明できないような非協力的な状況下でも会話の含意が生じることが指摘されている。
具体例として以下のようなものがある。AとBがフランスでの休暇を計画していて、Aが知り合いのジェラールと訪ねようと提案し、さらにBがジェラールの家を知っていて、AもBが知っていることを知っているとする。その時に、以下のような会話が行われるとする。
A：「ジェラールはどこに住んでいるの」
B：「南フランスのどこかだよ」
この会話からBはAに対してジェラールの住んでいる場所を正確には伝えたくないことがわかる。